# Albert Boone
Albert Boone S.J. (Oudenaarde, 8 maart 1917 - Drongen, 22 juli 2007) was een Belgisch jezuïet, toneelschrijver, toondichter en etnomusicoloog.
Albert Boone was de tweede van drie kinderen van een smid-machineschouwer en een onderwijzeres. Hij volgde de Latijns-Griekse humaniora in het Onze-Lieve-Vrouwecollege, waar een van zijn leraren Jules Victor Daem was, de latere bisschop van Antwerpen. Op 2 augustus 1947 wijdde aartsbisschop Ferdinand Perier van Calcutta hem tot priester. Naast zijn studies voor het priesterschap was hij een actief koorlid en toneelspeler.
Vanaf de jaren 50 waagde hij zich aan het schrijven van stukken als De edele Heer van Maldegem, een ballade voor toneel, koor en orkest. Er volgen nog de jeugdopera's Land van het Lied, De Koning zingt, Goudvissen en Het proces van de Ridders en de Draken. Samen met Frans Cromphout s.j. werkte hij onder de gezamenlijke schuilnaam F.A.Crone (Frans CROmphout+Albert BooNE) aan De Eenhoorn, De Witte Roos en De kleine Stad. De stukken dienden voornamelijk om opgevoerd te worden door zijn leerlingen in het Sint-Jan Berchmanscollege van Brussel, waar hij tot 1966 inwoonde.
Parallel met deze toneelbedrijvigheid liep zijn aandeel aan het collegekoor, tot in het buitenland vermaard als het Brusselse Knapenkoor, onder leiding van Luk De Hovre, de latere bisschop. In 1958 werd Albert uit het onderwijs gehaald en aangesteld als redactiesecretaris van De Linie, een jezuïetenweekblad met een katholiek en Vlaams profiel, waar hij zijn eerste artikels publiceerde over het Vlaamse volkslied. Later verzorgde hij de redactie van Brug tussen Gezin en School tot 1972, en werkte hij mee aan het Modern Woordenboek van Verschueren.
In 1966 verhuisde hij naar de Gesù-residentie. Een vrije taakomschrijving binnen de gemeenschap liet hem toe zich geleidelijk aan te concentreren op het volkslied en aanverwante. Hij zetelde in een werkgroep die het Liturgisch Kerkboek (1965) samenstelde, naar de liturgische richtlijnen van Vaticanum II. De volgende jaren publiceerde het tweespan Boone-Cromphout het gebedenboek Een tijd van spreken (1969) en Kyrie, Gebeden en Eucharistievieringen (1971). Rond die tijd kwam bovendien een intensere samenwerking met componist Vic Nees tot stand. In Rijsel gaf Boone, bij de voorstelling van de anastatische herdruk van het 'Chants populaires des Flamands de France van Edmond de Coussemaker, een uiteenzetting ter inleiding. Voor componisten Vic Nees en Raymond Schroyens schreef hij verschillende teksten onder het pseudoniem Filip Van de Wouwer.
Een reis met Makeblyde, het meisjeskoor van Zele, bracht hem in 1978 naar Bulgarije. Hij ontdekte de kracht van het Bulgaarse volkslied. Een paar jaar later vertrok hij naar Sofia voor vijf maanden en bestudeerde er de liedverzamelingen. Op grond van dat materiaal publiceerde hij in 1995 De Gouden Boom. De apocriefe en Bijbelse verhalen in het Bulgaarse volkslied. Terwijl hij zelf in opdracht bleef componeren, maakte hij tal van reizen door Europa om voort te zetten wat intussen zijn levenswerk was geworden, het in kaart brengen van het Europese volkslied, vanuit het patrimonium van Vlaamse volksliederen.
In 1999 verscheen Het Vlaamse Volkslied in Europa, twee delen, samen goed voor 2.120 bladzijden, uitgegeven door Lannoo. Het bevat vijf secties: De grote Balladen, Mysterie van Liefde en Dood, God heeft zijn wonderwerken, De Stem van het Volk en Enkele kleine Geheimen.
Albert Boone overleed in de Oude Abdij in Drongen, waar hij de laatste jaren van zijn leven had doorgebracht.

## Fonds Albert Boone
Het Fonds Albert Boone werd opgericht in de Koninklijke Bibliotheek, naar aanleiding van schenkingen in 2001 en 2004 van Albert Boone zelf.
Het is een rijke informatiebron voor de studie van de populaire en folkloristische zangkunst, in het Nederlands en andere Europese talen. Het bevat 3.000 werken over muziek (monografieën en partituren), maar ook over literatuur (vertellingen, legendes, poëzie). Verder bevat het fonds talrijke handgeschreven bewerkingen van Vlaamse volksliederen en 43 dozen met thematische fiches, magneetbanden en 33 toerenplaten.
- Digitale Bibliotheek voor de Nederlandse Letteren: boon082
- International Standard Name Identifier: 0000 0000 3828 7263
- Library of Congress Control Number: n2001065108
- MusicBrainz: 3e51a9df-9572-48a0-b123-ee56f8474ad8
- Nederlandse Thesaurus van Auteursnamen: 072793198
- Virtual International Authority File: 38722438
- WorldCat: E39PBJcGhcYgp7fT7MMv3yVcT3